# Quangou (köpinghuvudort i Kina, Liaoning Sheng, lat 43,18, long 124,26)
Quangou (kinesiska: 泉沟, 老四平镇, 老四平) är en köpinghuvudort i Kina. Den ligger i provinsen Liaoning, i den nordöstra delen av landet, omkring 170 kilometer nordost om provinshuvudstaden Shenyang. Antalet invånare är 16 898. Befolkningen består av 8 272 kvinnor och 8 626 män. Barn under 15 år utgör 15,0 %, vuxna 15-64 år 76 %, och äldre över 65 år 7,0 %.
Runt Quangou är det tätbefolkat, med 511 invånare per kvadratkilometer. Närmaste större samhälle är Siping, 9,7 km öster om Quangou. Trakten runt Quangou består till största delen av jordbruksmark.
Genomsnittlig årsnederbörd är 882 millimeter. Den regnigaste månaden är augusti, med i genomsnitt 217 mm nederbörd, och den torraste är januari, med 9 mm nederbörd.